# Reialme dels Jardins de Dessau-Wörlitz
El Reialme dels Jardins de Dessau-Wörlitz (en alemany: Dessau-Wörlitzer Gartenreich), també coneguts com les terres angleses de Wörlitz, són el major jardí anglès d'Alemanya i de l'Europa continental. Situats a la vora del riu Elba, a la ciutat de Dessau, als districtes d'Anhalt-Zerbst i Bitterfeld, en l'estat federat de Saxònia-Anhalt, Alemanya. Està inscrit a la llista del Patrimoni de la Humanitat de la UNESCO des del 2000.